# مقاطعة فريزة

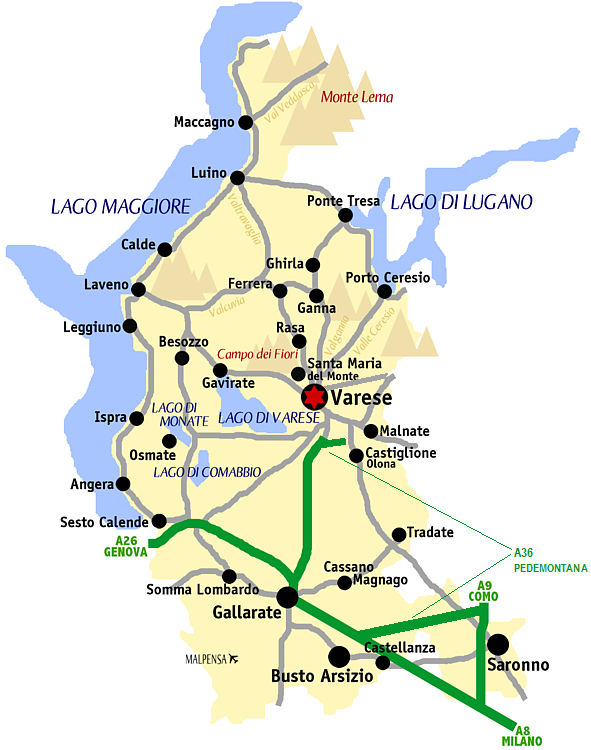
خريطة مقاطعة فَرِيزة

مقاطعة فَرِيزة أو فريزي أو (نقحرة: فاريزي) (بالإيطالية: Provincia di Varese)‏، مقاطعة في إقليم لُمبَردية بشمال إيطاليا وعاصمتها مدينة فَرِيزة، سكانها 852,829 نسمة، ومساحتها 1199 كيلومتر مربع، تتكون من 141 مدينة وبلدة، يحدها من الشمال والشرق سويسرا، ومن شرق مقاطعة كومو، ومن الجنوب مقاطعة ميلانو، وغربا إقليم بيمُنتة عند مقاطعة نُفارة ومقاطعة فربانو كوزيو أسولا.

## أهم المدن
|   | المدينة        | الاسم بالإيطالية | السكان |
| - | -------------- | ---------------- | ------ |
| 1 | فَرِيزة          | Varese           | 83.611 |
| 2 | بوستو أرسيتسيو | Busto Arsizio    | 79.353 |
| 3 | غالاراتي       | Gallarate        | 48.927 |
| 4 | سارونو         | Saronno          | 37.472 |

## أعلام
- جيوفاني كولومبو